# Liste der Naturdenkmale in Burgstädt
Die Liste der Naturdenkmale in Burgstädt nennt die Naturdenkmale in Burgstädt im sächsischen Landkreis Mittelsachsen.

## Definition
„Naturdenkmäler sind rechtsverbindlich festgesetzte Einzelschöpfungen der Natur oder entsprechende Flächen bis zu fünf Hektar, deren besonderer Schutz erforderlich ist
1. aus wissenschaftlichen, naturgeschichtlichen oder landeskundlichen Gründen oder
2. wegen ihrer Seltenheit, Eigenart oder Schönheit.“

„§ 18 – Naturdenkmäler – (zu § 28 BNatSchG)
(1) Die Erklärung nach § 22 Abs. 1 BNatSchG von Teilen von Natur und Landschaft als Naturdenkmal erfolgt durch Rechtsverordnung oder Einzelanordnung.
(2) Über § 28 Abs. 1 BNatSchG hinaus können Naturdenkmäler zur Sicherung von Lebensgemeinschaften oder Lebensstätten von im Bestand gefährdeten oder streng geschützten Arten festgesetzt werden.“

## Naturdenkmale
Link zu einem Kartenansichtstool, um Koordinaten zu setzen.
| Bild            | Bezeichnung                  | Lage                                         | Beschreibung | Datum        | Nummer  |
| --------------- | ---------------------------- | -------------------------------------------- | ------------ | ------------ | ------- |
| Fotos hochladen | Eichentrockenhang Heiersdorf | Burgstädt (50° 56′ 28″ N, 12° 47′ 4,2″ O)    | FND          | 11. 12. 1997 | fg: 142 |
| BW              | Herrenhaider Sumpfgebiet     | Burgstädt (50° 53′ 45,3″ N, 12° 50′ 34,7″ O) | FND          | 2. 11. 1993  | fg: 166 |
| Fotos hochladen | Trockenhang Kieferberg       | Burgstädt (50° 56′ 25,6″ N, 12° 47′ 14,7″ O) | FND          | 11. 12. 1997 | fg: 188 |

## Ehemalige Naturdenkmale
Link zu einem Kartenansichtstool, um Koordinaten zu setzen.
| Bild            | Bezeichnung           | Lage                                         | Beschreibung                                                | Datum                     | Nummer  |
| --------------- | --------------------- | -------------------------------------------- | ----------------------------------------------------------- | ------------------------- | ------- |
| Fotos hochladen | Quellgebiet Sturzbach | Burgstädt (50° 56′ 39,3″ N, 12° 47′ 10,2″ O) | FND seit 2019 Teil des Naturschutzgebiets Um die Rochsburg. | 11. 12. 1997 –15. 2. 2019 | fg: 187 |